# Dania Prince Méndez
Dania Prince Méndez é uma modelo hondurenha que venceu o concurso de Miss Planeta Terra em 2003.